# Павленко, Алексей Андреевич
Алексей Андреевич Павленко (род. 6 марта 1995 года) — российский фристайлист.

## Карьера
Занимался горнолыжным слаломом, но позже перешёл во фристайл.
Дебютировал на Кубке мира в декабре 2012 года. Павленко показал целый ряд убедительных результатов - выиграл юниорское Первенство России, один из этапов Кубка Европы, а также стал бронзовым призёром юниорского Первенства Мира.
В 2013 году стал победителем чемпионата России среди юниоров в Мурманской области в одиночном и парном могуле.
Серебряный призёр Чемпионата России
2013 года.
Серебряный призёр Чемпионата России 2014 года.
На Олимпиаде-2014 был 15-м в могуле.
Участник чемпионата мира 2015 года. Показал 15-й результат в могуле и 12-й в параллельном могуле.
2-х кратный победитель юниорского Первенства Мира 2015 года.
Серебряный призёр Чемпионата России
2015 года.
Победитель Чемпионата России 2016 года.
Мастер спорта России международного класса.